# Paul Vighals
Paul Vighals (ur. 31 marca 1886 w Domnessund, zm. 1 września 1962 w Aure) – norweski strzelec, olimpijczyk.
Uczestnik Letnich Igrzysk Olimpijskich 1912, na których wystartował w dwóch konkurencjach. Zajął 22. miejsce w strzelaniu z karabinu dowolnego w trzech postawach z 300 m i 57. pozycję w karabinie wojskowym w dowolnej postawie z 600 m (startowało odpowiednio 84 i 85 strzelców).

## Wyniki

### Igrzyska olimpijskie
| Igrzyska       | Konkurencja                              | Wynik                  | Miejsce | Źródło |
| -------------- | ---------------------------------------- | ---------------------- | ------- | ------ |
| Sztokholm 1912 | Karabin dowolny, trzy postawy, 300 m     | 911 pkt. (329–318–264) | 22      | [ 1 ]  |
| Sztokholm 1912 | Karabin wojskowy, dowolna postawa, 600 m | 72 pkt.                | 57      | [ 2 ]  |